# Patio
Als Patio werden im Spanischen und Portugiesischen die Innenhöfe im Zentrum eines Stadthauses bezeichnet.

## Historische Entwicklung
Als Vorläufer solcher Innenhöfe gilt u. a. die Reinigungsstätte altägyptischer Tempelanlagen, die dem eigentlichen Kultraum vorgelagert war. Innenhofanlagen sind später im gesamten Mittelmeerraum zu finden. In Italien wurden sie eher bei großen, außerhalb der Stadt liegenden Palästen gebaut, wogegen in Andalusien auch kleine Häuser ihren Patio bekamen. Die typische Form des katalanischen pati ist zwischen diesen beiden einzuordnen. Er ist in der Regel Teil der von der reichen, häufig adeligen Bevölkerung errichteten Stadtpaläste.
Historische Patios gelten beispielsweise in Palma auf Mallorca als Kulturerbe der Stadt. Etliche Anlagen stehen daher unter Denkmalschutz. Auch in Andalusien sind Patios weit verbreitet. Dort verfügen die meisten älteren Häuser über kleine Innenhöfe. Vor allem Córdoba ist berühmt für die Anzahl und Schönheit seiner in der Regel eher kleinen Patios. Dort findet seit 1993 jedes Jahr im Mai ein Wettbewerb der schönsten Patios statt (Concurso de Patios Cordobeses). Zu diesem Anlass sind Dutzende private, sonst nicht zugängliche Patios offen für Einheimische und Touristen. Auf den Kanarischen Inseln sind Innenhöfe in historischen Häusern ebenfalls häufig zu finden.
Patios sind Zeugnisse sowohl des Reichtums als auch der gesellschaftlichen Bedeutung ihrer Erbauer bzw. Besitzer. Sie waren als häusliche Mittel- und Treffpunkte früher Schauplatz des wirtschaftlichen und sozialen Lebens.

## Patios in Palma de Mallorca

### Bauweise

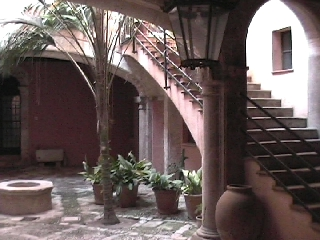
Patio in Palma de Mallorca

Um einen Patio gruppieren sich die einzelnen Bauteile der Palacios. Zur Galerie im ersten Stock führt meist eine geschwungene und verzierte Treppe. In den ganz alten Palästen waren die Treppen noch direkt an den Hauswänden angebracht. Später, in der Renaissance und vor allem im Barock, baute man prächtige Freitreppen, auf die die Besitzer besonders stolz waren.
Unabdingbar für die Innenhöfe sind auch Brunnen. Zusätzlich gab es auch die Forderung, dass mindestens 25 Reiter samt ihren Pferden bequem im Innenhof Platz finden mussten. Dies ist ein Erbe aus ritterlichem Zeitgeist. Fackeln, die den Hof erhellten, mussten demnach so angebracht sein, dass man hoch zu Ross darunter her reiten konnte.
Viel wichtiger aber war der Patio als Empfangsraum für die Landarbeiter des Besitzers. Dazu gab es Stühle und Bänke entlang der Wände, auf denen die Bauern saßen und mit ihrem Arbeitgeber verhandelten. Dieser hatte meist ein Büro rechts neben dem Haupteingang, das ebenfalls über eine kleine Treppe zu erreichen war. In den Patios traf, symbolisch betrachtet, das Land auf die Stadt.
In der ersten Etage der Stadtpaläste, der so genannten Planta Noble, wohnte die oft vielköpfige Familie. „Familien hatten oft vier bis sechs Kinder, der älteste Sohn lebte meist mit seiner Familie im Haus. Wenn man noch Gesinde und Personal hinzurechnet, wohnten leicht bis zu 30 Personen in einem Palast.“ Im zweiten Stock über der Planta Noble wohnte in der Regel das Gesinde. Und darüber befand sich nach italienischem Muster noch ein Halbstock, das als Lagerraum diente. Die Landwirtschaftsprodukte wurden häufig jedoch auch direkt im Patio gelagert, bevor sie entweder exportiert oder verkauft wurden.

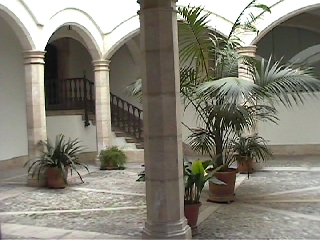
Bögen aus Sandstein

Auffallend sind auf Mallorca als Stilbesonderheit die vom italienischen Vorbild völlig abweichenden mallorquinischen Halb- oder Korbbögen.
Die Fassaden sind durchweg schlicht, gelegentlich mit einer Loggia, wie beim Palacio Solleric oder beim Consulado del Mar versehen. Schlicht sind auch die Portale, die metallene, manchmal vergoldete Türklopfer aufweisen. Deren Formen wurden ebenfalls aus Italien importiert. Die arabische Bezeichnung aldaba für die Türklopfer weist allerdings darauf hin, dass diese schon bei den Arabern Sitte waren.

### Tourismus
Die Innenhöfe im Zentrum von Palma sind nur zeitlich beschränkt zu besichtigen und geöffnet. Geführte Rundgänge werden auch in deutscher Sprache angeboten. In den Tourismusinformationsbüros gibt es Broschüren, in denen alle 57 Patios mit einer kleinen Beschreibung aufgeführt sind.